# Gunnar Thoresen
Pour les articles homonymes, voir Thoresen.
Gunnar Nils Thoresen, né le 21 juillet 1920 à Larvik et mort le 30 septembre 2017 dans la même ville,, est un footballeur norvégien au poste d'attaquant dans les années 1940-1950.

## Biographie
Gunnar Thoresen a inscrit 22 buts lors de ses 64 sélections en équipe de Norvège entre 1946 et 1959. Resté fidèle toute sa carrière au club de Larvik Turn IF, Thoresen a remporté trois titres de champion de Norvège en 1953, 1955 et 1956. Il fut également deux fois meilleur buteur du championnat.
Son fils, Hallvar Thoresen, est également un ancien joueur professionnel, qui a notamment évolué au FC Twente et au PSV Eindhoven.